# Elimeja
Elimeja lub Elimeotis (gr. Ἐλίμεια, Elímeia) – starożytna kraina i królestwo w górnej Macedonii zamieszkałe przez plemię Elimeotów (gr. οἱ Ἐλιμιῶται, oἱ Elimiōtai), graniczące z Perrajbią na południu, z Pierią na wschodzie, z Tymfają na południowym zachodzie, z Orestis na północnym zachodzie oraz z Eordają na północy. W miejscowości Kozani znaleziono groby z końca VI w. p.n.e., w którym były dwie bransolety i srebrna czara zawierająca jedną z najstarszych inskrypcji w Macedonii: „święta [własność] Ateny w Megarze”. Elimeoci mieli swego króla i lokalną dynastię oraz mówili zachodnim dialektem języka greckiego. W początkowym okresie Elimeja była politycznie związana z epirockim plemieniem Molossów, dzięki czemu mogła korzystać z ich zimowych pastwisk nadmorskich nizin. W późniejszym okresie była częściowo niezależna od Macedonii. Stolicą królestwa było miasto Ajane (Aiani), które jest lokalizowane około 20 km na południe od miasta Kozani w północnej części doliny rzeki Aliakmon (Haliakmon). Obecnie Ajane jest miastem w północnej Grecji, prefekturze Kozani i na obrzeżu zachodniej Macedonii. Elimeja razem z Tymfają, Orestis, Linkos, Eordają, Pelagonią i Derriopią tworzyła starożytną górną (tj. górzystą) Macedonię. Rodzima dynastia rządziła Elimeją do r. 348 p.n.e., kiedy to państwo zostało wcielone do Macedonii. Z tej dynastii królewskiej wywodził Antygon I Jednooki, wódz Aleksandra Macedońskiego, król Azji oraz założyciel dynastii Antygonidów. Był on wnukiem Machatasa, młodszego brata Derdasa III, ostatniego króla Elimei.

## Królowie Elimei
- Arridajos (przed 513 p.n.e.)
- Derdas I (ok. 435-405) [wnuk]
- Sirras (ok. 405-385) [syn]
- Derdas II (ok. 385-360) [syn]
- Derdas III (ok. 360-348; usunięty, zmarł po 348) [syn]
- Podbój Elimei przez Macedonię 348